# Pierre Paul Cambon

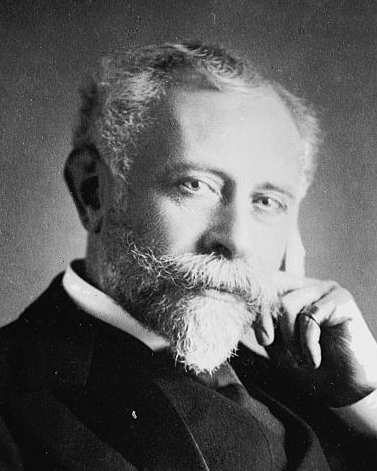
Paul Cambon.

Pierre Paul Cambon (París, 20 de enero de 1843-Ibíd., 29 de mayo de 1924) fue un diplomático francés, hermano de Jules Cambon.

## Biografía
Empezó su carrera como secretario del abogado Jules Ferry, en el antiguo departamento de Sena. Tras diez años en ese trabajo, pasó a trabajar para los departamentos de Aube, Doubs y Norte. Tras ello pasó a ser ministro plenipotenciario en Túnez. En 1886 pasó a ser embajador de Francia en Madrid. Cuatro años más tarde pasó a Constantinopla, y en 1898 a Londres, donde serviría a la embajada hasta 1920. 
Pronto se convertiría en una figura importante en la diplomacia, participando en la formación de la Entente Cordiale y siendo un miembro representativo de los diplomáticos que trataron de resolver la Guerras de los Balcanes. Fue condecorado con la Legión de Honor, la máxima condecoración gala. También fue miembro de la Academia de las Ciencias Francesa.